# 喬托·迪·邦多內
喬托·迪·邦多內（義大利語：Giotto di Bondone，约1267年—1337年1月8日），中世纪晚期義大利畫家與建築師，被認為是義大利文藝復興時期的開創者，享有"西方繪畫之父"的美誉。

## 生平
喬托出生於義大利佛罗伦萨韋斯皮亞諾村中，據知他的家庭背景比較卑微，父親是農夫出身。童年時的喬托要做很多粗活，如放羊，到處幫工等。
青年時期，喬托拜義大利畫家契马布埃為師（有一說是契馬布埃路過他家，看到10歲的喬托在石頭上畫羊群的樣子，發掘了他的天份），在1280年-1290年間向他學畫，主要是學畫宗教畫，然而他並不喜歡僵硬的拜占庭藝術繪畫風格（ltalo-Byzantine），他認為宗教人物如聖母和耶穌，也是有血有肉的人，因此他特別加強了人物畫中的肌理和陰影感，也將過去平板的金或藍色背景改為透視畫法的一般風景。此突破獲得宗教界的喜好，使他大受歡迎，並被委託其他很有名的畫。
1290年-1295年，他跟著契馬布耶到阿西西的聖方濟大教堂上院畫了三十六幅壁畫，這些壁畫，讓他走出了自我風格。之後1296年-1299年，他再到聖方濟大教堂繪有28幅聖方濟歷史。
1305年到1308年（有一說為1302年－1305年），義大利帕多瓦市的斯克羅維尼家族委託喬托在史格羅維尼禮拜堂的左、中、右三面牆畫壁畫，喬托一口氣畫了38幅連環的宗教故事畫，入口上方的反立面整面墙是巨幅壁画《最后的审判》，祭壇上方是聖母瑪利亞的故事；左右邊的第二與第三條狀帶區是基督的故事；底台的牆壁是人類史。這是他目前被保存最完整的壁畫紀錄，其中最有名的為《犹大之吻》和《哀悼基督》，喬托也因此在義大利14世紀的繪畫史上奠定了他經典的地位。這個時期喬托也和但丁結為好友。但丁在神曲中提到喬托多次，並極力讚美他的畫風。

## 喬托與聖方濟

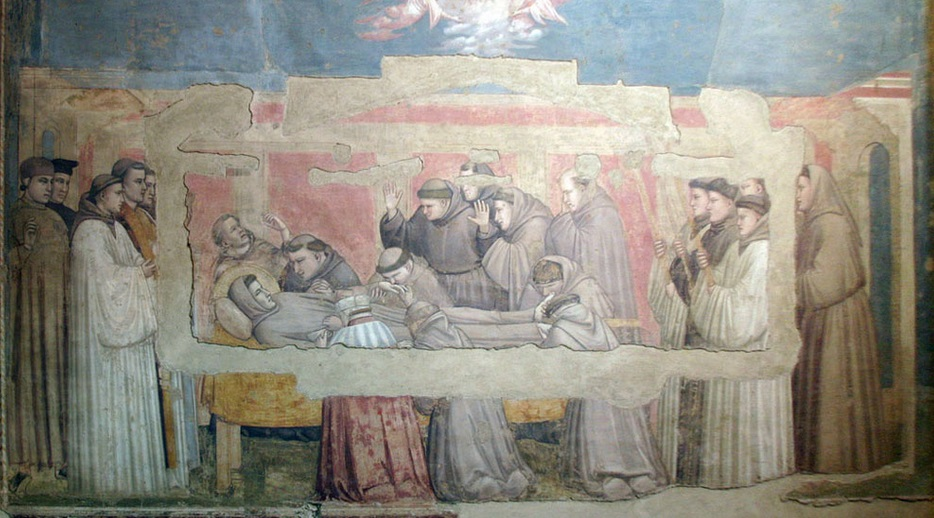
《圣方济各之死》，佛罗伦萨圣十字圣殿巴尔第小圣堂

1300年代初期，喬托陸續畫了相當多的宗教壁畫，如阿西西教堂裡聖方濟的宗教故事壁畫；佛罗伦萨圣十字圣殿巴尔第小圣堂中的宗教故事壁畫（約為1319年－1328年畫成）。其中聖方濟的宗教壁畫在西方繪畫史上占有極重要的地位，史家以此認為喬托是第一個企圖畫出有透視感和深度空間的畫家。在喬托的其他作品當中，也明顯的看出他對於畫作中真實空間的表達相當努力，有些壁畫甚至還搭配了真實教堂內部的透視感來構圖。
除了壁畫外，喬托也有很多單幅的蛋彩畫作品。

## 晚年
喬托晚年時畫風有點改變，當時哥德式藝術盛行，宗教人物的身長都一律加長並增加飄浮感，但他著名的透視背景畫風依然沒有改變。他死後因黑死病在歐洲盛行，因此到列奥纳多·达·芬奇的時期，約有100年的斷層。

## 重要作品
- 斯克罗威尼小堂[2]：1305年
  - 《最后的审判》
  - 《哀悼基督》（Il Compianto su Cristo Morto）
  - 《犹大之吻》
  - 《三贤士来朝》
- 聖母登極（Madonna in Maestà）
- 基督的一生（英语：Life_of_Christ_(Giotto)）

## 後世紀念

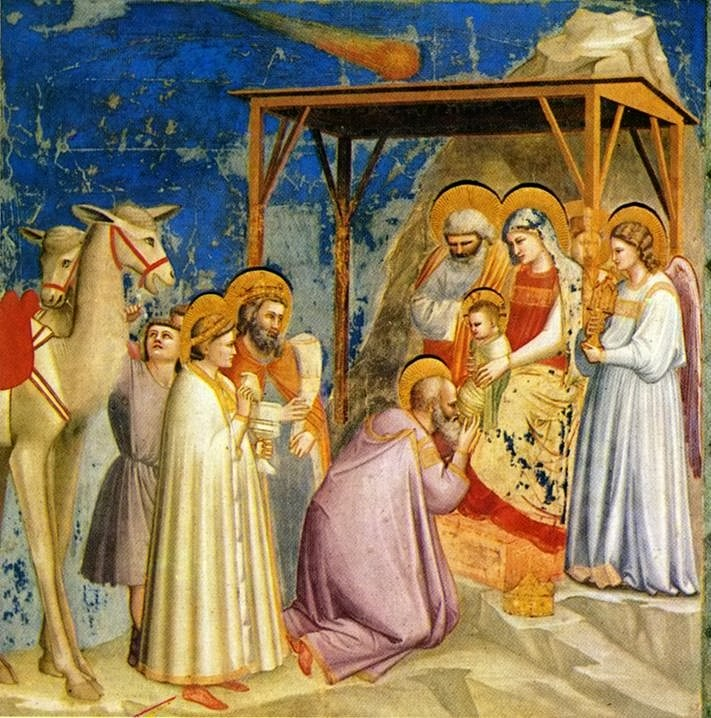
《三贤士来朝》。伯利恆之星是位於該畫上方邊緣的彗星。喬托認為是哈雷彗星。

- 歐洲太空總署探測哈雷彗星的喬托號。喬托本人曾在1301年觀測過哈雷彗星，並視為伯利恆之星。

## 外部連結
- 史格羅維尼禮拜堂（页面存档备份，存于） - 英文
- Web Gallery of Art喬托簡史（页面存档备份，存于） - 英文
- yinhe2000.com - 中文（有相當多喬托作品）